# Escultura portes del Montseny 2
Escultura portes del Montseny 2 és el nom provisional d'una escultura en acer corten rovellat situada a Parets del Vallès de l'escultor Josep Plandiura, també coneguda amb el nom del "Pito del sereno", segons declaracions del propi artista.

## Descripció
L'estructura és d'acer corten, compta amb tres grans peus de 4x3 mts amb bases corbades. Té una alçada de 15 metres d'alçada i un pes de 950 Kg, construït l'any 2017, es va inaugurar el 30 d'abril del 2017, amb un cost de 38.000 €. L'escultura està ubicada a la rotonda d'entrada al nucli urbà, a l'avinguda Francesc Macià, de manera que es pot veure des de l'autovia C-17. El nom està pendent de ser escollit per l'ajuntament entre les propostes dels joves de Parets.
Segons l'Ajuntament, la peça forma part d'un conveni que va formalitzar-se amb el teixit industrial de Parets, amb la voluntat de col·laborar en projectes culturals, artístics i educatius. L'aportació econòmica està assumida íntegrament per ells i, per tant, no té cost per a les paretanes i els paretans perquè no s'ha requerit l'assumpció de cap partida extra de l'Ajuntament.
El conveni amb l'artista internacionalment reconegut, conté dues parts. La primera part tracta l'elaboració de diferents escultures que puguin ubicar-se a diversos indrets del municipi i per a potenciar la cultura, l'art i la identitat de la localitat. La segona part consisteix en un procés participatiu i educatiu amb alumnes d'instituts i escoles del poble, que aprenguin i col·laborin en la confecció de cada obra, i coneguin les tècniques escultòriques de feina.